# Жаленцино
Жаленцино (пол. Żalęcino) — село в Польщі, у гміні Долиці Старгардського повіту Західнопоморського воєводства.
Населення — 610 осіб (2011).
У 1975-1998 роках село належало до Щецинського воєводства.

## Демографія
Демографічна структура станом на 31 березня 2011 року:
|          | Загалом | Допрацездатний вік | Працездатний вік | Постпрацездатний вік |
| -------- | ------- | ------------------ | ---------------- | -------------------- |
| Чоловіки | 300     | 57                 | 223              | 20                   |
| Жінки    | 310     | 77                 | 185              | 48                   |
| Разом    | 610     | 134                | 408              | 68                   |